# Litworowa Studnia
Litworowa Studnia – jaskinia w Dolinie Miętusiej w Tatrach Zachodnich. Wejście do niej znajduje się nad Doliną Litworową, tuż pod granią Małołączniaka, w pobliżu Litworowej Przełęczy, na wysokości 2031 metrów n.p.m. Długość jaskini wynosi 43 metry, a jej deniwelacja 16,4 metra.

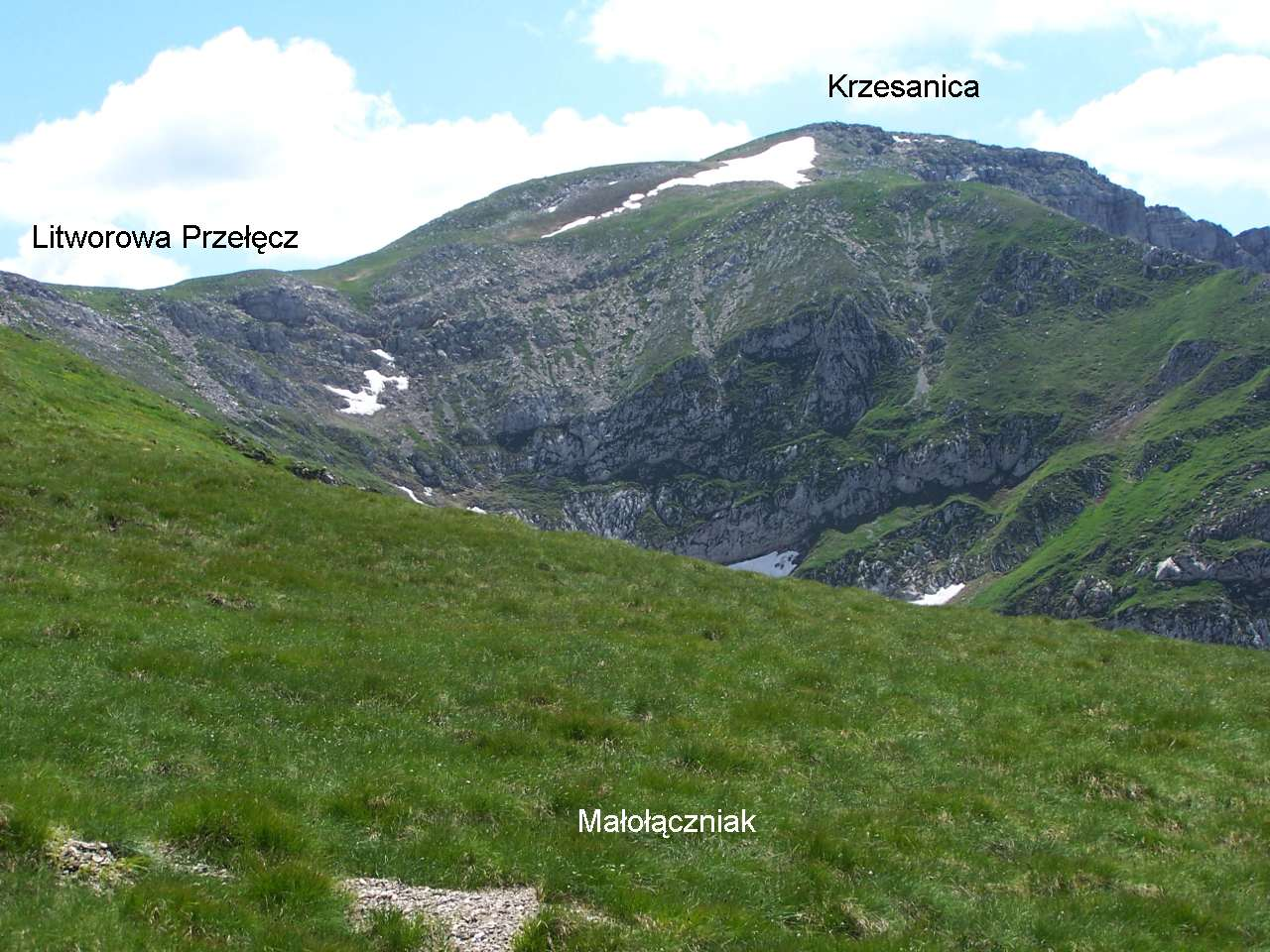
Litworowa Przełęcz

## Opis jaskini
Jest to typowa jaskinia pionowa składająca się głównie ze studni. Pierwsza studnia za otworem wejściowym ma 9 metrów głębokości i prowadzi do kolejnej, 5-metrowej studni. Z jej dna odchodzą krótkie korytarzyki z dwiema bardzo ciasnymi studzienkami. 
Między 9-metrową, a 5-metrową studnią znajduje się nie zbadany do końca korytarz.

## Przyroda
W jaskini brak jest nacieków. Ściany są mokre.
Mchy, glony, wątrobowce oraz porosty rosną w górnej części pierwszej studni. 

## Historia odkryć
Pierwszą wzmiankę o jaskini opublikował Z. Wójcik w 1978 roku, choć była ona prawdopodobnie znana od dawna.